# 威廉明娜·萊哈爾特
喬安娜·威廉明娜·西格蒙德·萊哈爾特（德語：Johanne Wilhelmine Siegmundine Reichard，1788年4月2日—1848年2月23日）是德國第一位女性熱氣球駕駛員。

## 生平
萊哈爾特是不倫瑞克-呂訥堡公國的一名斟酒人的女兒。她於1807年與化學家兼物理學家約翰·戈特弗里德·萊哈爾特（Johann Gottfried Reichard）結婚，1807年他們的第一個孩子出生。1810年，他們舉家遷往柏林。同年，約翰·戈特弗里德·萊哈爾特乘坐自製的熱氣球從柏林進行首次飛行，成為德國第二個乘坐熱氣球飛行的人。
1811年4月16日，威廉明娜·萊哈爾特從柏林出發，進行她的首次單人飛行。她飛到5,000多公尺的高空，並在距離出發地33.5公里的根沙根安全著陸。這並不是德國女性的首次單人飛行；法國女性索菲·布朗夏爾曾於1810年9月從法蘭克福出發進行過一次飛行。1811年，萊哈爾特的第三次飛行達到約7,800公尺的高度。由於高度太高，她失去了知覺，熱氣球墜落在一片森林中；她身受重傷，被當地農民救起。
在拿破崙戰爭期間遇到一些困難後，她的丈夫想在多倫購買一家化工廠。為了籌集資金，威廉明娜·萊哈爾特又進行了幾次飛行。她在1811年事故後的第一次飛行是在1816年10月。後來的一次飛行是在1818年亞琛會議期間。在布拉格和維也納的飛行也讓她在奧匈帝國聲名鵲起。她的最後一次飛行是在1820 年10月，從慕尼黑啤酒節開始，當時正值第一屆啤酒節10週年紀念。1821年，化工廠開始運作。
威廉明娜的丈夫在1835年之前一直從事熱氣球飛行。他於1844年去世，威廉明娜管理化工廠，直到她自己於1848年去世，享年59歲。

## 延伸閱讀
- Heide Monjau. . Monjau. 2009. ISBN 978-3-00-003051-2 （German）.
- Haude, Rüdiger. . Böhlau. 2007. ISBN 978-3-412-20059-6 （German）.
- . Stadtwiki Dresden.   [2024-04-02]. （原始内容存档于2011-06-20） （German）.
- Probst, Ernst. . 2010. ISBN 978-3-640-54574-2. doi:10.3239/9783640545742 （German）.